# Našičko Novo Selo
Našičko Novo Selo (1900-ig Novo Selo) falu Horvátországban, Eszék-Baranya megyében. Közigazgatásilag Gyurgyenováchoz tartozik.

## Fekvése
Eszéktől légvonalban 49, közúton 58 km-re nyugatra, Nekcsétől légvonalban 5, közúton 8 km-re északnyugatra, községközpontjától 1 km-re délre, a Szlavóniai-síkságon, az Eszékről Varasdra menő vasútvonaltól délre fekszik.

## Története
A település 18. században keletkezett katolikus horvátok betelepítésével. Az első katonai felmérés térképén „Novo Szelie” néven található. Lipszky János 1808-ban Budán kiadott repertóriumában „Novoszello” néven szerepel. Nagy Lajos 1829-ben kiadott művében „Novoszello” néven 7 házzal, 38 lakossal találjuk.
A településnek 1857-ben 24, 1910-ben 133 lakosa volt. Verőce vármegye Nekcsei járásához tartozott. Az 1910-es népszámlálás adatai szerint lakosságának 62%-a magyar, 22%-a német, 16%-a horvát anyanyelvű volt. Az első világháború után 1918-ban az új szerb-horvát-szlovén állam, majd később (1929-ben) Jugoszlávia része lett. 
1991-ben lakosságának 94%-a horvát, 2%-a jugoszláv nemzetiségű volt. 2011-ben 344 lakosa volt.

## Lakossága
| Lakosság változása | Lakosság változása | Lakosság változása | Lakosság változása | Lakosság változása | Lakosság változása | Lakosság változása | Lakosság változása | Lakosság változása | Lakosság változása | Lakosság változása | Lakosság változása | Lakosság változása | Lakosság változása | Lakosság változása | Lakosság változása |
| ------------------ | ------------------ | ------------------ | ------------------ | ------------------ | ------------------ | ------------------ | ------------------ | ------------------ | ------------------ | ------------------ | ------------------ | ------------------ | ------------------ | ------------------ | ------------------ |
| 1857               | 1869               | 1880               | 1890               | 1900               | 1910               | 1921               | 1931               | 1948               | 1953               | 1961               | 1971               | 1981               | 1991               | 2001               | 2011               |
| 24                 | 138                | 109                | 149                | 141                | 133                | 135                | 53                 | 232                | 376                | 541                | 471                | 381                | 449                | 376                | 344                |

(1931-től településrészként, 1948-tól önálló településként.)

## Nevezetességei
Szent Anna tiszteletére szentelt római katolikus kápolnája a gyurgyenováci Szent József plébánia filiája.

## Egyesületek
- DVD Našičko Novo Selo önkéntes tűzoltó egyesület
- „Hrvatska žena” horvát nőegylet helyi csoportja